# Amphibol

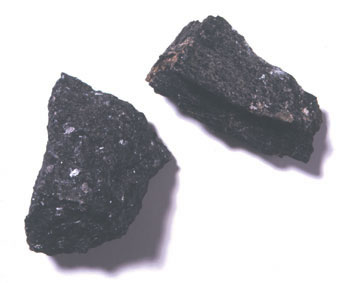
Amphibol (Hornblend)

Amphibol, trong tiếng Việt còn được viết thành amphibon là một khoáng vật silicat tạo đá sẫm màu quan trọng, được cấu tạo bởi hai mạch tứ diện silicat SiO4, được liên kết với nhau ở các đỉnh và thường chứa các ion sắt hoặc magiê trong cấu trúc của nó. Amphibol kết tinh ở hai hệ tinh thể là đơn tà và trực thoi. Thành phần hóa học và đặc điểm chung của amphibol gần giống với pyroxen, nhưng có những điểm khác nhau cơ bản như:
1. Amphibol chứa gốc hydroxyl (OH) hoặc halogen (F, Cl).
2. Cấu trúc cơ bản của ampnibol là tứ diện silicat mạch đôi (còn của pyroxen là mạch đơn). Khi nhìn bề ngoài của các mẫu cục amphibol thấy nó có các mặt cát khai không thẳng góc (góc cát khai khoảng 120 độ), còn góc giữa hai mặt cát khai của pyroxen gần bằng 90 độ. Amphibol cũng nhẹ hơn pyroxen tương ứng. Về đặc tính quang học, một số amphibol được phân biệt bởi tính đa sắc mạnh của chúng và bởi góc tắt nhỏ hơn trên mặt phẳng đối xứng. Amphibol là thành phần chính trong đá amphibolit.

Amphibol là khoáng vật nguyên sinh có trong đá mácma và trong đá biến chất; nó tồn tại ở dạng hornblend (hocblen) trong các đá mácma như granit, diorit, andesit và các đá mácma khác. Trong các đá biến chất có nguồn gốc từ đá vôi bị biến chất tiếp xúc thì nó ở dạng tremolit, sự hình thành này do sự thay thế các khoáng vật sắt magnesi như hornblend. Pyroxen bị thay đổi thành phần quá quá trình trên tạo thành amphibol thì được gọi là uralit.
Tên gọi amphibol (Hy Lạp αμφιβολος - amphibolos là 'không rõ ràng') do RJ Haüy dùng để chỉ các khoáng vật tremolit, actinolit, tourmalin và hornblend. Tên nhóm cũng được Haüy đặt để chỉ sự biến đổi đa dạng về thành phần cấu tạo và hình dạng của chúng, và được gọi tên từ đó. Có nhiều phụ nhóm và các dạng khác nhau đã được xác định và được xếp thành hai dãy như mô tả bên dưới. Công thức chung của chúng dựa trên cấu tạo của silicat mạch đôi như sau RSi4O11.

## Các nhóm

### Công thức hóa học
Nhóm trực thoi
- Anthophyllit (Mg,Fe)7Si8O22(OH)2

Nhóm đơn tà
- Tremolit Ca2Mg5Si8O22(OH)2
- Actinolit Ca2(Mg,Fe)5Si8O22(OH)2
- Cummingtonit Fe2Mg5Si8O22(OH)2
- Grunerit Fe7Si8O22(OH)2
- Hornblend Ca2(Mg,Fe,Al)5(Al,Si)8O22(OH)2
- Glaucophan Na2(Mg,Fe)3Al2Si8O22(OH)2
- Riebeckit Na2Fe2+3Fe3+2Si8O22(OH)2
- Arfvedsonit Na3Fe2+4Fe3+Si8O22(OH)2
- Crocidolit Na2Fe2+3Fe3+2Si8O22(OH)2
- Richterit Na2Ca(Mg,Fe)5Si8O22(OH)2
- Pargasit NaCa2Mg3Fe2+Si6Al3O22(OH)2

### Miêu tả
Nếu tính các biến thể ở mức độ rộng hơn về thành phần hóa học, các khoáng vật khác nhau trong nhóm này thay đổi đáng kể về tính chất và hình dạng chung.
Anthophyllit có màu nâu, khối dạng tấm hoặc sợi cùng với hornblend trong mica-đá diệp thạch gặp ở Kongsberg, Na Uy và các nơi khác. Một nhóm có liên quan tới nhôm là gedrit và một dạng khác có màu lục đậm chứa một ít sắt ở Nga gọi là kupfferit.
Hornblend là thành phần quan trọng trong các đá mácma. Nó cũng là thành phần quan trọng của amphibolit bị biến chất từ bazan.
Actinolit là khoáng vật phổ biến và quan trọng trong nhóm amphibol đơn tà, tồn tại ở dạng các tinh thể hình kim, tập hợp tỏa tia, màu lục sáng hoặc xám lục. Nó thường là thành phần của đá diệp thạch lục. Tên gọi xuất phát từ tiếng Hy Lạp cổ đại ακτις/aktis, 'tia' và λιθος/lithos, là 'đá') nên được gọi theo tiếng Đức cũ là Strahlstein (đá tỏa tia).
Glaucophan, crocidolit, riebeckit và arfvedsonit tạo thành một nhóm đặc biệt của amphibol kiềm. Hai khoáng vật đầu ở dạng sợi màu lam, glaucophan có mặt trong đá diệp thạch lam và crocidolit (amiăng lam) có mặt trong các thành hệ đá chứa sắt, cả hai đều được hình thành từ các quá trình biến chất-động lực. Hai khoáng vật sau có màu lục sẫm, là thành phần nguyên thủy trong các đá mácma giàu natri như nephelin-syenit và phonolit.
Pargasit là amphibol natri giàu magnesi hiếm gặp, thường được tìm thấy trong các loại đá siêu mafic. Ví dụ, chúng là khoáng vật phụ trong xenolith manti, được mang tới bởi kimberlit. Nó có màu đen, nặng, cứng và thường tự hình và có tính đa sắc đỏ nâu khi quan sát mẫu lát mỏng.